# Llei de normalització lingüística de Galícia
La Llei 3/1983, de 15 de juny, de normalització lingüística (en gallec Lei 3/1983, de 15 de xuño, de normalización lingüística) es va publicar al Diari Oficial de Galícia el 14 de juliol de 1983. És un desenvolupament de l'Estatut d'Autonomia de Galícia que té com a finalitat normalitzar la situació de l'idioma gallec tant en la vessant legal com en el seu ús.
Com diu la seva introducció:
| « | La llengua és la major i més original creació col·lectiva dels gallecs, és la vertadera força espiritual que dona unitat interna a la nostra comunitat. | » |

Aquesta llei regula els drets lingüístics dels gallecs i l'estatus de les llengües oficials de la comunitat autònoma.
Entre les seves disposicions més importants figuren: 
- Article 1: El gallec és la llengua pròpia de Galícia.
- Article 3: Els poders públics de Galícia adoptaran les mesures adients perquè ningú sigui discriminat per raó de llengua.
- Article 10: 1. Els topònims de Galícia tendran com a única forma oficial la gallega.
- Article 14: 1. La llengua gallega és matèria d'estudi obligatòria en tots els nivells educatius no universitaris. Es garantirà l'ús efectiu d'aquest dret a tots els centres públics i privats.